# Comostola inops
Comostola inops är en fjärilsart som beskrevs av Louis Beethoven Prout 1912. Comostola inops ingår i släktet Comostola och familjen mätare. Inga underarter finns listade i Catalogue of Life.